# Vzdálená budoucnost
Vzdálená budoucnost není přesně ohraničená.

## Očekávané astronomické události
- 3230 – Venuše zakryje Spiku.
- 4380 – Kometa Hale-Bopp se přiblíží k Zemi (poprvé od roku 1997).
- 5366 – Venuše zakryje Aldebaran (poprvé od roku 18 980 př. n. l.).
- 11 800 – Barnardova šipka se přiblíží k Slunci na vzdálenost 3,8 ly a stane se tak nejbližší hvězdou po Slunci.
- cca 14 000 – Vega se přiblíží k severnímu nebeskému pólu.
- 15 232
  - 5. dubna – Přechod Venuše přes sluneční kotouč proběhne současně se zatměním Slunce.[1]
- cca 52 012 – Satelit KEO se vrátí na Zemi.
- 69 163
  - 26. července – Přechod Venuše přes sluneční kotouč proběhne současně s přechodem Merkuru.[2]
- 600 milionů až 3,5 miliard – Oceány se začnou vypařovat. Země se stane neobyvatelnou.
- 2 miliardy až 3 miliardy – Srážka Mléčné dráhy s Galaxií v Andromedě.
- 6,5 miliard – Slunce se stane červeným obrem. Zemská kůra se roztaví a vypaří.

## Teorie možného vývoje vesmíru
Uzavřený vesmír (hustota vesmíru je větší než tzv. kritická):
- 60 miliard – zastavení rozpínání vesmíru[3]
- 135 miliard – zhroucení vesmíru do jednoho bodu, tzv. Velký křach[3]

Otevřený vesmír (hustota vesmíru je menší než tzv. kritická):
- 100 bilionů – vyhasnutí posledních hvězd[3]
- 100 biliard – uvolnění gravitačních vazeb galaxií; 90 % hvězd unikne do mezigalaktického prostoru, zbytek pohltí černá díra v centru galaxie[3]
- 100 deciliard až 10 sexdicilion – vypaření černých děr[3]
- 10 sesexagintaducentiliard – zbylí bílí trpaslíci se hroutí na neutronové hvězdy a ty se zhroutí do černých děr[3]
- 7,6 googolu – vypařují se poslední černé díry. Ve vesmíru nastává tzv. Velký chlad[3]
- viz.: Velká čísla